# Văn Kiều
Văn Kiều là một xã thuộc tỉnh Nghệ An, Việt Nam. Xã được hình thành trên cơ sở sáp nhập xã Nghi Kiều và xã Nghi Văn của huyện Nghi Lộc trong đợt Sáp nhập tỉnh thành Việt Nam 2025.

## Địa lý
Xã Văn Kiều có vị trí địa lý:
- Phía Đông giáp xã Phúc Lộc;
- Phía Nam giáp xã Nam Đàn và xã Phúc Lộc;
- Phía Tây giáp xã Bạch Hà và xã Quan Thành;
- Phía Bắc giáp xã Tân Châu.

Xã Văn Kiều có diện tích tự nhiên 63,46 km².

## Hành chính và tên gọi
Xã Văn Kiều được thành lập theo Nghị quyết số 1678/NQ-UBTVQH15 của Ủy ban Thường vụ Quốc hội Việt Nam, ban hành ngày 16 tháng 6 năm 2025. Theo đó, sắp xếp toàn bộ diện tích tự nhiên, quy mô dân số của xã Nghi Kiều và xã Nghi Văn thuộc huyện Nghi Lộc trước đây thành một xã mới có tên gọi là xã Văn Kiều.
Trước đó, theo Đề án sắp xếp đơn vị hành chính cấp xã tỉnh Nghệ An, xã này là xã Nghi Lộc 7.
Sau sắp xếp xã có diện tích tự nhiên: 63,46 km², quy mô dân số: 28.341 người.